# 派特·布朗
派特·布朗（1905年4月21日—1996年2月16日）是一位美国律师和政治家，1951至1959年间任加利福尼亚州州检察长，1959至1967年间担任第32任加利福尼亞州州長。